# Aglycyderini
Aglycyderini je tribus brouků nazývaných belidy nebo primitivní nosatci z čeledi Belidae. Jako ostatní Belidy mají přímá tykadla, na rozdíl od "pravých nosatců", kteří mají tykadla zahnutá (klikovitá). Objevují se pouze na pacifických ostrovech a v oblasti Makaronésie.